# 呉善花
呉 善花（オ・ソンファ、1956年9月15日 - ）は、韓国生まれの韓国評論家、日本研究者。
拓殖大学国際学部教授。元韓国籍で日本に帰化。
済州島出身。大東文化大学（英語学専攻）卒業後、東京外国語大学地域研究研究科修士課程（北米地域研究）修了。

## 来歴・人物
子供時代を済州島で過ごす。
両親は戦前の日本に住んだ経験があった。幼少時は母親から日本の話を聞いていた。学校教育の影響で一時は反日に傾倒していた。また、韓国における漢字復活論支持者でもあり、自著でもたびたびハングル専用教育の弊害について言及している。
1980年に韓国軍に入隊しながら大邱保健専門大学を卒業（韓国語版記事より）。1983年に訪日、上野の韓国系ホステスクラブで働く。そのときの源氏名が呉善花。その経験で日本で働く韓国人ホステスを題材とした『スカートの風』を出版。後にシリーズ化し、『続 スカートの風』『新 スカートの風』が出版されている。他の著作に、『「日帝」だけで歴史は語れない』、『攘夷の韓国 開国の日本』（山本七平賞受賞）などがある。
1998年に日本へ帰化している。日本語読みではなく朝鮮語読みのまま「オ・ソンファ」と名乗っている理由について、朝鮮語にはない「濁音」が苦手で、自分の名前の日本語読みの「ご・ぜんか（呉善花）」を上手く発音できないためと説明している。

### 韓国による入国拒否
2007年10月1日、済州島在住の母の葬儀で韓国へ入国しようとしたところ、日本での「嫌韓的な活動」が理由で韓国当局から入国禁止措置が取られていたため、済州国際空港で一時入国を拒否された。これに対し、呉の要請により在済州日本国総領事館から、日本人への人権侵害に当たるとの申し出があり、済州出入国・外国人庁は呉の入国を認めた。
2013年7月27日には、親戚の結婚式への出席のために韓国へ入国しようとしたが、仁川国際空港で完全入国拒否（本国送還命令、Repatriation Order。韓国入国法76条）となった。歴史問題などをめぐって韓国に厳しい評論活動で知られ、韓国側の対日感情の悪化などが入国拒否の一因である可能性もあるとされたが、当局は拒否の理由を明らかにしていない。

## 主張
山野車輪との対談で韓国起源説について、「最近は韓流ブームですから、それに乗じるかたちで韓国ではルーツの話が喧しい。日本文化は着物から剣道に至るまで、すべて韓国ルーツだと、ネチズンあたりが中心になって盛んにいってます。しかも日本人には、日本文化は韓国ルーツだと思い込みたがる人がかなりいて、韓国人がそう言い張ると、ああ、あれもやっぱり朝鮮半島を経由して日本にもたらされた、と思ったりしてしまう」「そもそも朝鮮半島にはお茶を飲む習慣がありません。（中略）また、同じころに在日韓国人が韓国に行って、お茶を飲む習慣があったという歴史を捏造しました。驚くべき事に、家元までつくりあげてしまったんです。たかだか十数年前からの家元ですが、ルーツ好きな日本人は韓国でお茶の店に行くと、『そうか、ここが発祥なんだ』と感心してしまう」「朝鮮半島が中心になる小中華思想では、中国を属国とするわけにはいかない。つまり韓国にとっては、周辺国家といっても日本しかないわけです。しかも島というのは蔑視しやすい。（中略）反日感情のある韓国人は、必ず日本人に対して威張った言い方をしますし、精神性や血統についても韓国のほうが優れている、と思っています。一流大学の歴史学者までがこのような主張をしていて、ある韓国の学者が日本へ行って奈良などを散策したあとに、自国で『日本は韓国だった』という内容の本を出版しました。（中略）色々な建造物を見て歩いたら、いかに日本が韓国であるかがわかった、と」「実際のところ、韓国オリジナルのものはあまりありません。仏教でも漢字でも、中国から韓国に入って日本に流れたものがほとんどです。いちおう韓国の学校でも、韓国にあるものの多くは中国発祥だと教えますが、その部分はほとんど強調されず、中国から入ったものを何百年もかけて朝鮮半島的なものに作り変え、それを何もない未開の地であった日本に伝えてあげた、ということだけがプレイアップされる。たとえば韓国人は中国仏教を百済仏教にアレンジして、それを日本に教えた、というわけです。そんな状況だから、高校まで歴史教育を受けてきた一般の韓国人は、中国のことなど頭から飛んでしまって、『すべては韓国発祥で、われわれはそれを日本に教えてあげた』となる。そして、それこそが韓国人の生きがいといっていい」と批判している。

## 著書
- 『スカートの風（チマパラム） 日本永住をめざす韓国の女たち』（1990年 三交社）のち角川文庫
- 『続・スカートの風（チマパラム） 恨（ハン）を楽しむ人びと』（1991年 三交社）のち角川文庫
- 『新・スカートの風（チマパラム） 日韓合わせ鏡の世界』（1992年 三交社）のち角川文庫
- 『向かい風 日韓＝異文化の交差点から』（1994年 三交社）
- 『恋愛交差点 韓国人と日本人＝それぞれの愛の風景』（1994年 角川書店）「恋のすれちがい」文庫
- 『ワサビと唐辛子 恨の国・韓国から見た「受け身文化」の国・日本』（1995年 祥伝社ノン・ブック）
- 『攘夷の韓国 開国の日本』（1996年 文藝春秋）のち文庫
- 『化粧するアジア 華人都市の消費事情』（1996年 三交社）
- 『「日帝」だけでは歴史は語れない 反日の源流を検証する』（1997年 三交社）
- 『日本人を冒険する あいまいさのミステリー』（1997年 三交社）のちPHP文庫
- 『日本が嫌いな日本人へ』（1998年 PHP研究所）のち文庫、改題「日本人ほど個性と創造力の豊かな国民はいない」
- 『日本の瀬戸際 沈没する日本浮上する日本』（1999年 日本教文社）「日本的精神の可能性」PHP文庫
- 『私はいかにして〈日本信徒〉となったか』（1999年 PHP研究所）のち文庫
- 『韓国併合への道』文春新書 2000年
- 『「反日」を捨てる韓国』（2000年 PHP研究所）
- 『生活者の日本統治時代 なぜ「よき関係」のあったことを語らないのか』（2000年 三交社）
- 「ワサビの日本人と唐辛子の韓国人」（2000年 祥伝社黄金文庫）
- 『縄文思想が世界を変える 呉善花が見た日本のミステリアスな力』（2001年 麗澤大学出版会（廣池学園事業部）
- 『「脱亜超欧」へ向けて 日本は欧米・アジアの限界をどう超えるか』（2001年 三交社）
- 『「反日韓国」に未来はない』（小学館文庫 2001年）
- 『海の彼方の国へ 日本をめざす韓国・済州島の女たち』（2002年 PHP研究所）
- 『コリアンカルチャー 濃縮パック』（2003年 三交社）
- 『韓国人から見た北朝鮮 独裁国家のルーツ』（PHP新書 2003年）
- 『女帝論 「天皇制度」の源流を訪ねて』（2004年 PHP研究所）
- 『日本オリジナルへの旅 伝統技芸の現場を訪ねて』（2005年 日本教文社）
- 『「反日・親北」韓国の暴走 「韓流ブーム」ではわからない』（2005年 小学館）
  - 「「反日・親北」をやめられない韓国の暴走」文庫版
- 『日本浪漫紀行 風景、歴史、人情に魅せられて』（PHP新書 2005年）
- 『日韓、愛の幻想』（2006年 文藝春秋）
  - 「韓流幻想」文庫版
- 『日本語の心 ことばの原風景をたずねて』（2006年 日本教文社）
- 『韓国 倫理崩壊 1998-2008 - 社会を蝕む集団利己主義の実像』（2008年 三交社）
- 『「漢字廃止」で韓国に何が起きたか』（2008年 PHP研究所） ISBN 978-4-569-69518-1
- 『日本の曖昧力 融合する文化が世界を動かす』（PHP新書 2009年）
- 『私を劇的に変えた日本の美風』李白社 2010
- 『なぜ「反日韓国に未来はない」のか』（2013年 小学館）
  - （英訳版）Getting Over It! Why Korea Needs to Stop Bashing Japan（2015年、たちばな出版）
- 『侮日論』（2014年 文藝春秋）
- 『日本人はなぜ「小さないのち」に感動するのか』（2014年 WAC BUNKO）
- 『反日韓国の自壊が始まった』（2014年 悟空出版）
- 『朴槿恵の真実 哀しき反日プリンセス』文春新書、2015年
- 『韓国を蝕む儒教の怨念　―反日は永久に終わらない―』（2019年 小学館）
- 『韓国「反日民族主義」の奈落』文春新書 2021.4

### 共著
- 『日本の驕慢・韓国の傲慢 新日韓関係の方途』渡部昇一（1993年 徳間書店）のち文庫「「近くて遠い国」でいい、日本と韓国」
- 『韓国の激情・日本の無情 日韓反目の壁を超えて』（1996年 徳間書店） 渡部昇一
- 『これでは困る韓国 ニューカマー韓国人の対話』崔吉城（1997年 三交社）
- 『歴史と文化が日本をただす』（モラロジー研究所（広池学園事業部）） 八木秀次・高森明勅共著
- 『日本の文化力が世界を幸せにする』（2004年 PHP研究所） 日下公人と共著
- 『やっかいな隣人韓国の正体 なぜ「反日」なのに、日本に憧れるのか』（2006年 祥伝社） 井沢元彦共著　のち黄金文庫
- 『売国奴』（2007年、ビジネス社） 黄文雄・石平と共著
- 『帰化日本人 だから解る日本人の美点・弱点』（2008年 李白社（フォレスト出版）） 黄文雄・石平共著
- 『日本を誣いる人々　―祖国を売り渡す徒輩を名指しで糺す―』（2011年 PHP研究所）渡部昇一・八木秀次共著
- 『日本人の恩を忘れた中国人・韓国人の「心の闇」 :呉善花〈韓国〉が黄文雄〈台湾〉、石平〈中国〉に直撃〉李白社, 2013.12
- 『困った隣人韓国の急所』井沢元彦共著 祥伝社新書, 2013.3
- 『日本人は中国人・韓国人と根本的に違う 黄文雄〈台湾〉が呉善花〈韓国〉、石平〈中国〉に直撃』李白社, 2013.4
- 『日本人は中韓との「絶交の覚悟」を持ちなさい 石平〈中国〉が黄文雄〈台湾〉、呉善花〈韓国〉に直撃〉李白社, 2014.1
- 『もう、この国は捨て置け! 韓国の狂気と異質さ』石平共著. ワック文庫, 2014.2
- 『日本と韓国は和解できない 「贖罪」と「幻想」からの脱却』渡部昇一共著. PHP研究所, 2014.9
- 『日韓悲劇の深層』西尾幹二共著. 祥伝社新書, 2015.10
- 『最後の痛言 呉善花〈韓国〉が黄文雄〈台湾〉、石平〈中国〉に真意を問う』李白社, 2015.4 <GE127-L20>
- 『反日をやめたら成り立たない国・韓国』石平共著. ワック文庫, 2015.5
- 『呆れた哀れな隣人・韓国』加瀬英明共著. ワック文庫, 2017.1
- 『赤い韓国 危機を招く半島の真実』櫻井よしこ共著. 産経新聞出版, 2017.5
- 『韓国・北朝鮮はこうなる!』加藤達也共著. ワック文庫, 2018.7
- 『日・韓・台このままでは中国に呑み込まれる! 「反日種族主義」後の近未来　上』石平, 黄文雄共著. 李白社, 2020.2
- 『視界途絶の日・中・韓4000日間の総括 「反日種族主義」後の近未来 下』黄文雄, 石平共著. 李白社, 2020.3
- 『「親日韓国人」ですが、何か？』（2020年　悟空出版）WWUK共著

## 論文
- 国立情報学研究所収録論文 国立情報学研究所